# Kevin Sweeney
Kevin Joeseph Sweeney (Bozeman, 16 novembre 1963) è un ex giocatore di football americano statunitense che ha giocato nel ruolo di quarterback nella National Football League (NFL) e nella World League of American Football (WLAF). Al college giocò a football alla Fresno State University.

## Carriera professionistica
Sweeney stabilì il primato di yard passate in carriera a Fresno State che resiste ancora oggi. Fu scelto nel corso settimo giro (180º assoluto) del Draft NFL 1987 dai Dallas Cowboys e divenne solamente il terzo quarterback rookie della franchigia a partire come titolare dopo Don Meredith (1960) e Roger Staubach (1969). Rimase due stagioni con i Cowboys lanciando complessivamente 7 touchdown e 6 intercetti. La sua carriera si concluse disputando la stagione 1991 con i Montreal Machine della World League of American Football.

## Palmarès
- Numero 9 ritirato dai Fresno State Bulldogs

## Statistiche
NFL
| Partite       | 6    |
| Yard passate  | 605  |
| Touchdown     | 7    |
| Intercetti    | 6    |
| Passer rating | 61,2 |